# Eugene (Vorname)
Eugene ist ein männlicher Vorname griechischen Ursprungs (altgriechisch Εὐγένιος) mit der Bedeutung ‚wohlgeboren‘, ‚edel‘,  der insbesondere im englischen Sprachraum (Kurzform: Gene) vorkommt. Die deutschsprachige Form des Namens ist Eugen, die französischsprachige Eugène.

## Namensträger
- Eugene Aram (1704–1759), englischer Philologe und Mörder
- Eugene Byrd (* 1975), US-amerikanischer Schauspieler
- Eugene Cernan (1934–2017), US-amerikanischer Astronaut
- Eugene V. Debs (1855–1926), US-amerikanischer Gewerkschafter und Politiker
- Eugene Galekovic (* 1981), australischer Fußballspieler
- Eugene Allen Gilmore (1871–1953), US-amerikanischer Rechtswissenschaftler und Politiker
- Eugene Robert Glazer (* 1942), US-amerikanischer Schauspieler
- Ezra Eugene Gossage (1935–2011), US-amerikanischer American-Football-Spieler, siehe Gene Gossage
- Gene Hackman (1930–2025), US-amerikanischer Schauspieler
- Eugene Holiday (* 1962), Gouverneur von Sint Maarten
- Eugene Katschalow (* 1981), US-amerikanischer Pokerspieler
- Gene Kelly (1912–1996), US-amerikanischer Tänzer, Schauspieler und Sänger
- Eugene Kennedy (Biochemiker) (1919–2011), US-amerikanischer Biochemiker
- Eugene Kennedy (Psychologe) (1928–2015), US-amerikanischer Psychologe und Autor
- Eugene Kranz (* 1933), NASA-Flugdirektor
- Eugene Lee (1933–2005), US-amerikanischer Schauspieler
- Eugene Lee (Bühnenbildner) (1939–2023), US-amerikanischer Bühnenbildner
- Eugene Lukacs (1906–1987), US-amerikanischer Mathematiker
- Eugene McCarthy (1916–2005), US-amerikanischer Politiker
- Eugene J. Mele (* 1950), US-amerikanischer Physiker, Hochschullehrer
- Eugène Müntz (1845–1902), französischer Kunsthistoriker, Hochschullehrer
- Eugene Myers (* 1953), US-amerikanischer Informatiker
- Eugene Nida (1914–2011), US-amerikanischer Linguist
- Eugene O’Curry (1794–1862), irischer Hochschullehrer für Geschichte und Archäologie
- Eugene O’Neill (1888–1953), US-amerikanischer Dramatiker
- Eugene Ormandy (1899–1985), US-amerikanischer Dirigent und Geiger ungarischer Herkunft
- Eugene Polley (1915–2012), US-amerikanischer Ingenieur
- Eugene Rabinowitch (1901–1973), US-amerikanischer Biophysiker
- Eugene Richards (* 1944), US-amerikanischer Fotograf
- Eugene Robinson (* 1963), US-amerikanischer American-Football-Spieler
- Eugene Roche (1928–2004), US-amerikanischer Schauspieler
- Gene Roddenberry (1921–1991), US-amerikanischer Drehbuchautor, Fernseh- und Filmproduzent
- Eugène Ryter (1890–1973), Schweizer Gewichtheber
- Eugene Schmitz (1864–1928), US-amerikanischer Politiker, Bürgermeister von San Francisco
- Eugene Amandus Schwarz (1844–1928), deutsch-US-amerikanischer Entomologe
- Eugene Shoemaker (1928–1997), US-amerikanischer Geologe, Impaktforscher und Astronom
- Eugene Sledge (1923–2001), US-amerikanischer Soldat, Autor und Hochschullehrer
- Eugene Cyril Smith III (* 1990), US-amerikanischer American-Football-Spieler
- Eugene Sseppuya (* 1983), ugandischer Fußballspieler
- Eugene Stanley (* 1941), US-amerikanischer Physiker
- Gene Watts (* 1936), US-amerikanischer Posaunist
- Eugene Whelan (1924–2013), kanadischer Politiker
- Eugene Paul Wigner (1902–1995), US-amerikanisch-ungarischer Physiker